# Râul Hotari
Râul Hotari este un curs de apă, afluent al râului Soloneț. 

## Hărți
- Harta județului Suceava
- Harta Obcinele Bucovinene  Arhivat în 30 iulie 2009, la Wayback Machine.
- Ovidiu Gabor - Economic Mechanism in Water Management Arhivat în 5 martie 2009, la Wayback Machine.]